# Maxime Chazal
Maxime Chazal (Nouméa, 24 april 1993) is een Frans tennisser.

## Carrière
Chazel kende zijn grootste succes in 2017 toen hij in het dubbelspel samen met David Guez de kwartfinale haalde op het ATP-toernooi van Marseille. Hij nam nooit deel aan een Grand Slam. Door veel blessureleed geraakte hij nooit naar de top, door corona moest hij een sabbatjaar nemen en hij keerde in 2021 als prof terug. Hij won 11 futures in het enkelspel en zes in het dubbelspel. Hij won onder andere een ITF-titel in Duinergene.